# Équipe de France de rugby à XIII en fauteuil roulant
Ne doit pas être confondu avec Équipe de France de rugby-fauteuil.
L'Équipe de France de rugby à XIII en fauteuil roulant est l'équipe qui représente la France dans les principales compétitions internationales de rugby à XIII en fauteuil roulant.

## Historique
Depuis 2012, la France et l’Angleterre dispute le Trophée Fassolette-Kielty (en).  Au 23 novembre 2024, la France a 7 trophée contre 5 pour l’Angleterre.
La France est sacrée championne du monde en 2013, après sa victoire 42 à 40 contre l'Angleterre, championne du monde en titre.
L'équipe de France remporte à nouveau la Coupe du monde en 2017.
En 2019, l'équipe de France reçoit la visite inattendue de Bernard Laporte, dirigeant de la Fédération française de rugby à XV, alors qu'elle est en stage à la Roque d'Anthéron.

## Composition de l'équipe

### Effectif de l'équipe de France
La liste des joueurs convoqués pour un match de préparation le 15 octobre 2022.
- Mostefa Abassi (Saint-Jory)
- Lionel Alazard (Montauban)
- Jérémy Bourson (Dragons Handi)
- Gilles Clausells (Dragons Handi)
- Nicolas Clausells (Dragons Handi)
- Dany Denuwelaere (Montauban)
- Thomas Duhalde (Euskadi)
- Florian Guttadoro (SO Avignon)
- Guillaume Mautz (SO Avignon)
- Michel Penella (Euskadi)
- Arno Vargas (Dragons Handi)
- Yann Verdi (SO Avignon)

### Entraîneur
- Cyril Torrès

## Les matchs du XIII de France

### Palmarès
| Compétitions internationales |
| --- |
| - Coupe du monde (2) - en 2013 et 2017 - en 2021 - en 2008 - Trophée Fassolette-Kielty (en) (7) - 27 août 2012 - 14 mai 2014 - 23 juin 2019 - 10 novembre 2021 - 13 novembre 2021 - 5 novembre 2023 - 23 novembre 2024 |